# Georgi Dzhigkayev
Georgi Taymurazovich Dzhigkayev (tiếng Nga: Георгий Таймуразович Джигкаев; sinh ngày 8 tháng 2 năm 1991) là một cầu thủ bóng đá người Nga thi đấu cho FC Kolomna.

## Sự nghiệp câu lạc bộ
Anh có màn ra mắt tại Giải bóng đá chuyên nghiệp quốc gia Nga cho FC Kolomna ngày 10 tháng 4 năm 2016 trong trận đấu với F.K. Torpedo Vladimir.

## Đời sống cá nhân
Anh là anh trai của Roman Dzhigkayev.